# Distretto di Marawara
Il distretto di Marawara è un distretto dell'Afghanistan appartenente alla provincia del Konar. Conta una popolazione di 17.316 abitanti (dato 2003).